# Pristipomoides typus
Pristipomoides typus es una especie de peces de la familia Lutjanidae en el orden de los Perciformes.

## Morfología
• Los machos pueden llegar alcanzar los 70 cm de longitud total.

## Alimentación
Come peces e invertebrados  bentónicos.

## Hábitat
Es un pez de mar de clima tropical que vive entre 40-120 m de profundidad.

## Distribución geográfica
Se encuentra en el Mar de Andaman, desde Nueva Guinea hasta Sumatra e Islas Ryukyu, y, también, en Australia (Nueva Gales del Sur ).